# Forsvaret og angrebet
Forsvaret og angrebet er en dansk dokumentarfilm fra 1939, der er instrueret af Ingolf Boisen og Axel Lerche.

## Handling
Denne artikel mangler et handlingsreferat. Hjælp os med at skrive det.